# Collegiale Onze-Lieve-Vrouw van Dole

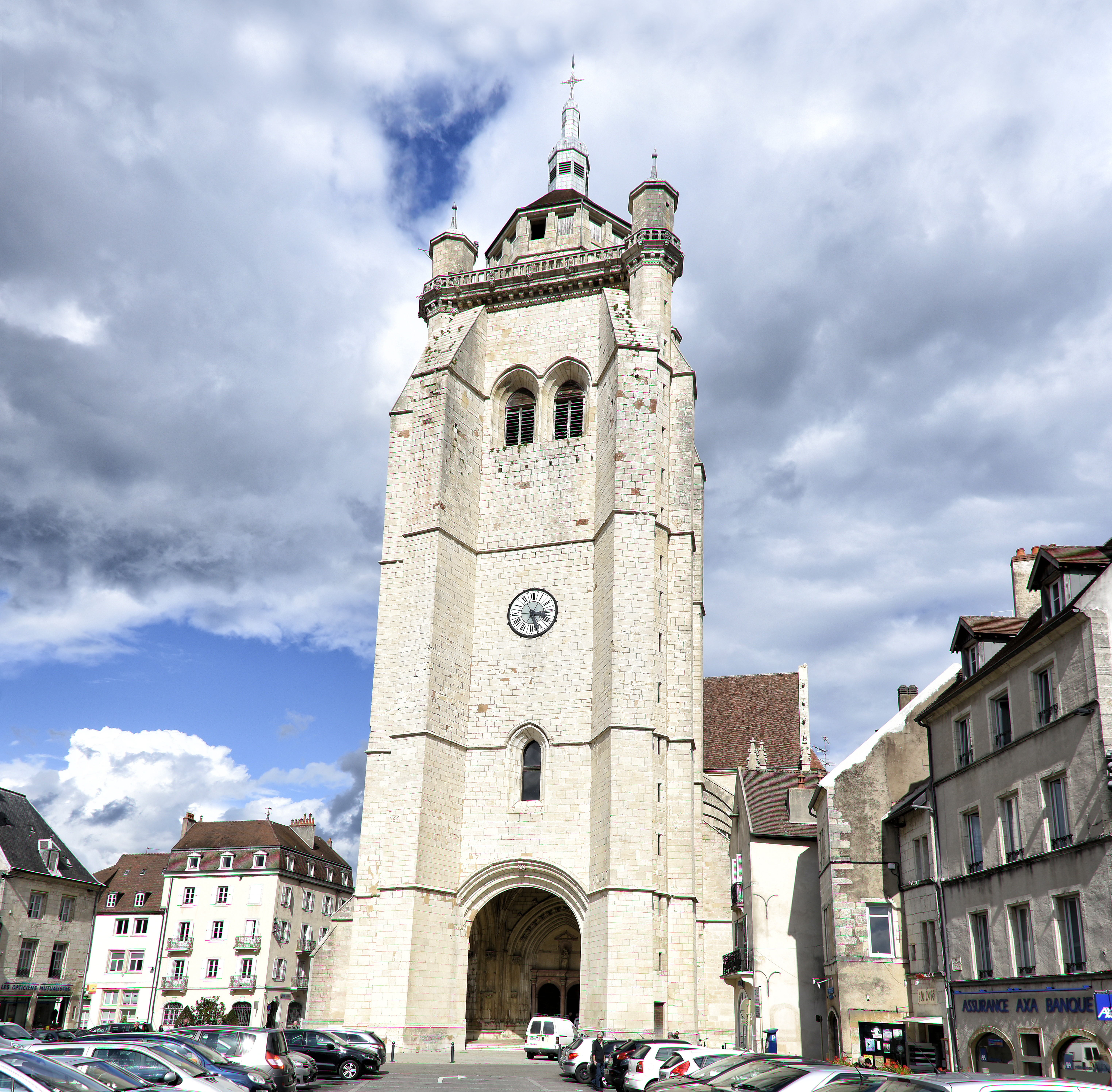
Collegiale Onze-Lieve-Vrouw van Dole

De Collegiale Onze-Lieve-Vrouw van Dole is een collegiale kerk in de Franse stad Dole. Het is een gebouw in gotische stijl met een aantal kunstwerken uit de renaissancetijd. In 1951 werd ze verheven tot basiliek.

## Bouwgeschiedenis
Dertig jaar nadat de troepen van koning Lodewijk XI Dole in 1479 hadden veroverd en de stad intussen opnieuw deel uitmaakte van het Heilige Roomse Rijk onder Keizer Maximiliaan I besloot men de toenmalige hoofdstad van het hertogdom Bourgondië te verrijken met een imposante kerk. Ze kreeg de allures en afmetingen van een kathedraal alhoewel ze dat nooit was. De kerktoren was de hoogste van de streek en voor de inwoners het symbool van het overwicht van het katholiek geloof op dat van de protestanten.
De oorspronkelijke kerktoren, gebouwd door Hugues Sambin en Hughes Le Rupt in 1577, werd verwoest door Franse artillerie in 1636. De toren werd enkele jaren later 20 m minder hoog heropgebouwd en heeft nu een hoogte van 73 m.
Het doksaal, vervaardigd tussen 1560 en 1568 om het priesterkoor van het schip te scheiden, werd in 1562 reeds verplaatst naar de achterzijde van het gebouw als oksaal en ondersteunt nu het kerkorgel uit de 18e eeuw. Dit orgel verving een ouder exemplaar uit de 16e eeuw. De zijkapellen zijn toegevoegd in de 19e eeuw.
De kerk is geklasseerd als monument historique in 1910 en gerestaureerd tussen 2007 en 2009.

## Galerij

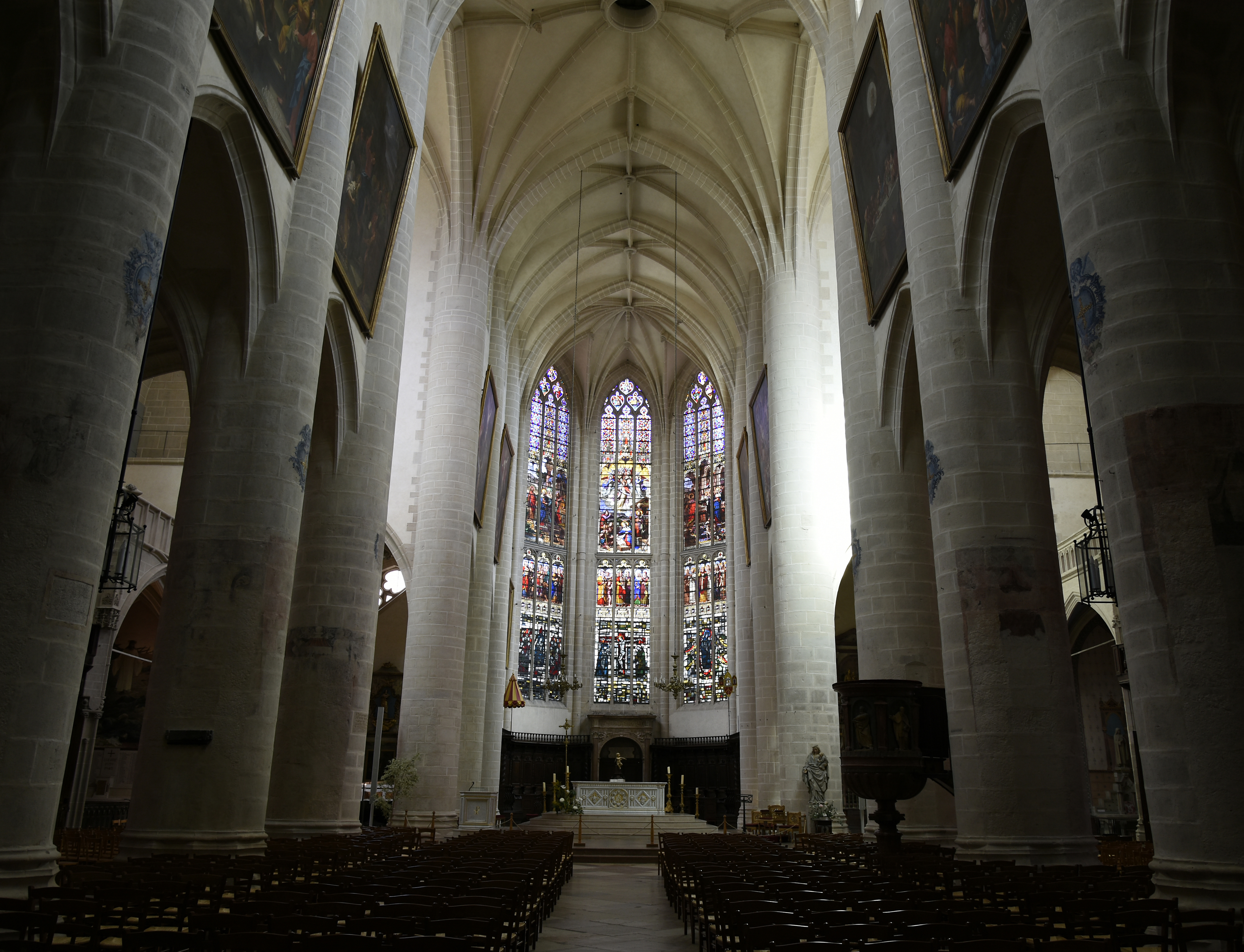
Het schip en het priesterkoor
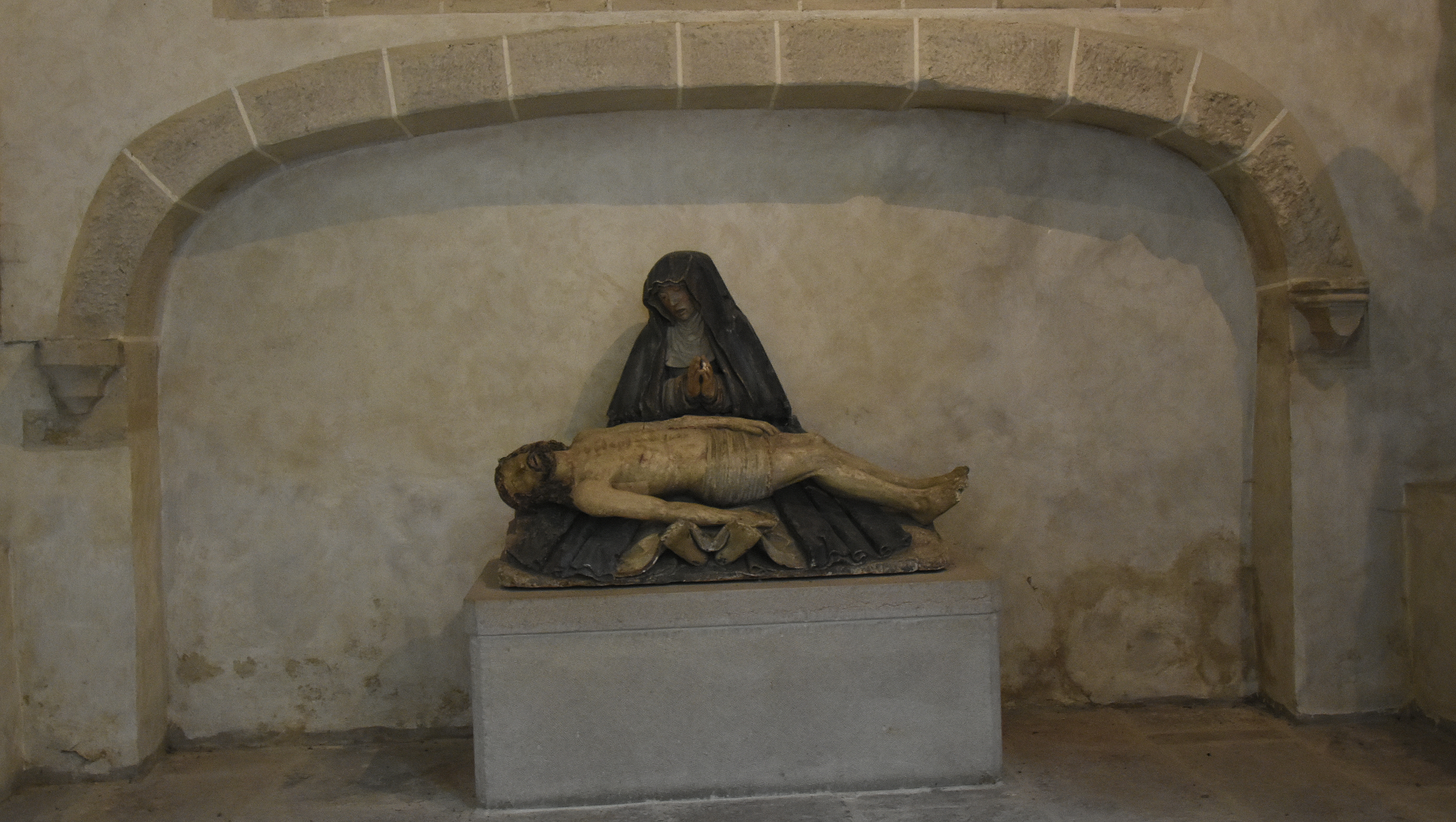
Stenen Piëta uit de 15e eeuw
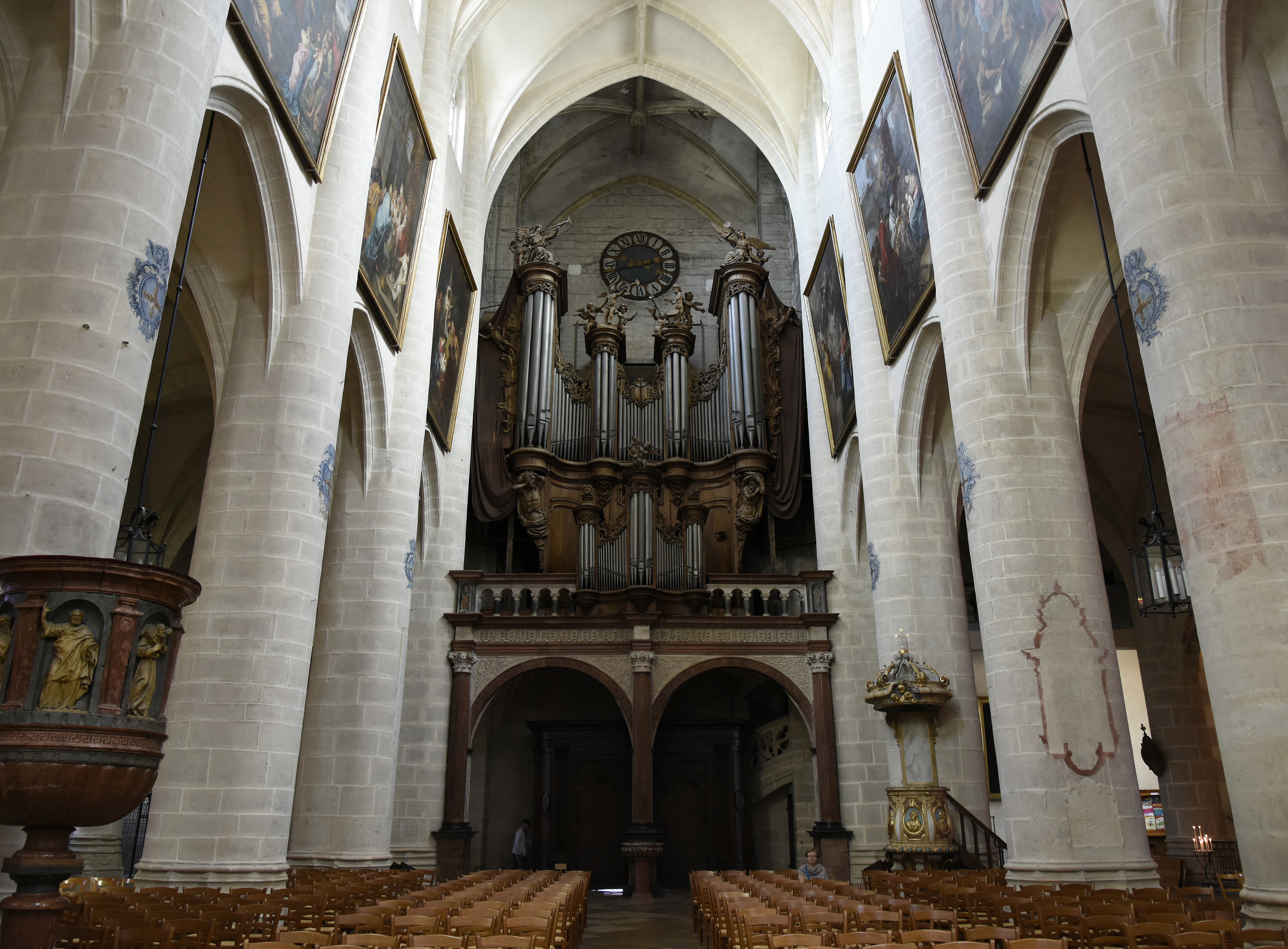
Het kerkorgel van Karl-Joseph Riepp uit 1754 op het oksaal
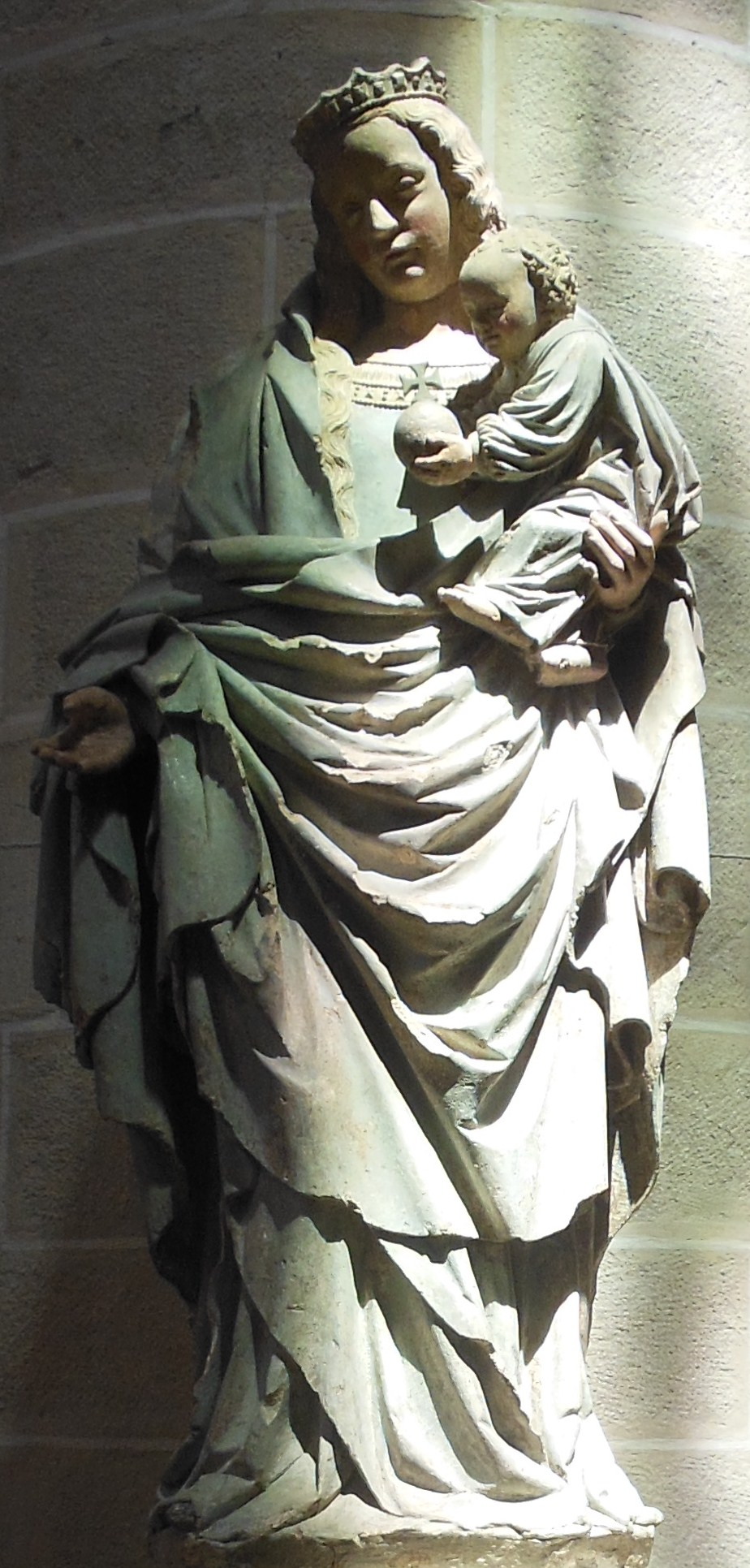
Maagd en Kind, een 15e-eeuws gepolychromeerd beeld